# Anhel Cape
Anhel Cape (sinh ngày 14 tháng 5 năm 1978) là một vận động viên từng thi đấu cho Guinea-Bissau tại Thế vận hội Olympic mùa hè 2000 và Thế vận hội Olympic mùa hè 2004 trong các cuộc đua 800m. Năm 2000, cô đã hoàn thành thứ bảy trong lượt thi của mình và không thể lọt vào vòng trong.